# Devonté Hynes
Devonté Hynes, případně jen Dev, známý také jako Blood Orange, (* 23. prosince 1985) je anglický zpěvák, kytarista, producent a skladatel. Jeho matka pocházela z Guyany, otec ze Sierra Leone. V letech 2004 až 2006 hrál v kapele Test Icicles, s níž vydal její jediné album For Screening Purposes Only (2005). V té době se usadil v New Yorku a začal pracovat pod jménem Lightspeed Champion, s nímž vydal dvě desky: Falling Off the Lavender Bridge (2008) a Life Is Sweet! Nice to Meet You (2010). Počínaje rokem 2011 vydává desky pod pseudonymem Blood Orange. Je spoluautorem písně „Everything Is Embarrassing“ (2013) zpěvačky Sky Ferreiry a pracoval s mnoha dalšími hudebníky, mezi něž patří například Blondie (Pollinator), John Cale (Mercy) a Connan Mockasin (Myths 001). Složil hudbu k několika filmům a seriálům, včetně Queen & Slim (2019), Mainstream (2020) a Master Gardener (2022).